# Didius Julianus
Didius Julianus (133 eller 137 – 1. juni 193), var romersk kejser i månederne marts 193 – juni 193. Han er kendt for at købe kejsermagten på en auktion.
Hans baggrund er uklar. Han var muligvis af afrikansk afstamning, opdraget af Marcus Aurelius' moder. Han var advokat og senator og kendt for sin rigdom. Han trådte først frem i politik, da han ved kejser Pertinax’ død marts 193 deltog i en regulær auktion om kejsermagten og sejrede ved at love prætorianergarden de største lønforhøjelser (25 000 sestertier pr. mand), hvorpå Senatet godkendte ham under militært pres.
Didius' regering var en fiasko. Han lagde sig ud med hær og garde, da han ikke holdt sine løfter, og grænsetropperne i Europa og Asien rejste sig mod styret. Hans forsøg på at blive situationens herre mislykkedes, og han myrdedes af sine soldater, der ville undgå straf fra Septimius Severus som nærmede sig Rom. Ligesom Pertinax var han kun en overgangsfigur mellem adoptivkejserne og severerne.